# Тайці
Та́йці (тай. ไทยสยาม) — народ, що становить основне населення Таїланду. Живуть також в інших країнах Південно-Східної Азії, США, Кореї, Австралії, на Тайвані, в країнах Західної Європи, арабських країнах.
Інакше їх називають сіа́мці, кхонта́ї або тайнен.
Загальним терміном тай, крім тайців, називають також споріднені з ними народи: лаосців, чжуанів, буїв, шанів, тай (тхо) та ін.

## Чисельність
За офіційними даними перепису населення 2010 року в Таїланді проживало 59 866 190 осіб, які говорили лише тайською мовою. Вони становили 90,7 % населення країни. Проте в це число увійшли не лише етнічні тайці, а й багато представників інших народів країни, найбільше місцевих груп лаосців (ісани, коратці та ін.) та китайців.
Дані проекту Ethnologue свідчать про значно більше мовне різноманіття населення країни: тайська (центрально-тайська) є першою для 20 200 000 осіб (2000), північнотайська мова (ланна, камміанг) має 6 000 000 (1983, SIL), а південнотайська мова (дамбро, пактай) 4 500 000 носіїв (2006, Mahidol University). Разом виходить близько 30,5 млн. осіб.

## Мова
Говорять тайською (сіамською) мовою. Північні (тайюан) та південні тайці в побуті говорять власними мовами, але літературна мова у всіх одна.
Тайська абетка існує з XIII століття, своє коріння вона має в Південній Індії.
Центрально-тайська, південнотайська та північнотайська мови, разом із шанською, ісанською, лаоською та іншими мовами, належить до південно-західної групи тайських мов, які, в свою чергу, входять до більш великої тай-кадайської мовної сім'ї.

## Релігія
Релігія тайців — буддизм, школа тхеравада.

## Історія
Тайські народи почали переселятися на територію сучасного Таїланду з південних районів Китаю на початку н. е. Нова, більш потужна хвиля тайських мігрантів датується XI—XII ст., серед них були й предки сучасних сіамців. Тайці асимілювали місцеве монське населення, запозичивши багато елементів його культури.
У XIII—XV ст. на території Таїланду існувала тайська держава Сукотай та її наступниця Аютія. Процес консолідації тайського народу завершився в рамках королівства Сіам (Раттанакосин) у XVIII—XX ст. Сіам виявився єдиною країною в Південно-Східній Азії, яка ніколи не була колонізована європейськими державами.

## Господарство

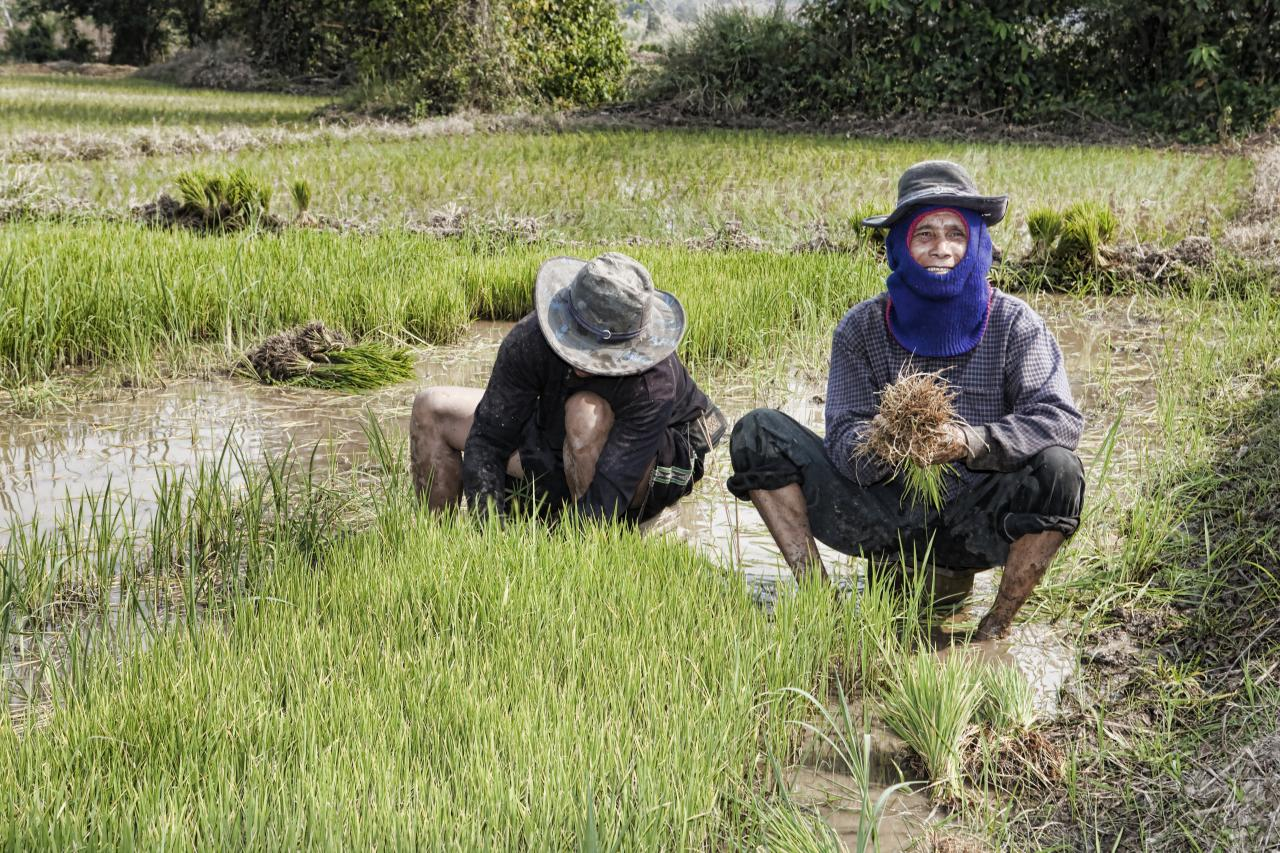

Традиційно основним заняттям тайців було землеробство. Основною продовольчою культурою є рис. Вирощують також тютюн, каучукові дерева, бавовник, чай, кокосові, арекові та інші пальми. Розвинене городництво (огірки, помідори, гарбузи, морква, цибуля, часник) і садівництво (банани, цитрусові, манго, рамбутан, ананаси, персики, яблука тощо).
Другою за значенням галуззю традиційного господарства є рибальство, особливо розвинене в приморських районах. На заливних рисових полях розвинене рибництво. З рибальством тісно пов'язана й суднобудівельна галузь. Тваринництво менш розвинене. Тримають переважно буйволів, використовуючи їх як тяглову силу.
Значна частина тайців працює в промисловості.

## Побут
Традиційні хати тайці ставлять на палях, будують їх з деревини та бамбука. Дах крутий, іноді має сідлоподібну форму. Поширені також плавучі хати, які ще наприкінці XIX ст. були основним житлом для торговців та ремісників. Тайські села зазвичай розташовані на берегах річок, озер та морів. Човни часто можуть приставати до нижньої частини сходів, що ведуть до хати.
Річки та канали традиційно були основними шляхами сполучення.
Основною їжею є рис, який готують з приправами з риби, креветок, перцю, овочів і водних рослин. М'ясо їдять у заможних родинах і на свята.

## Традиційні обряди і церемонії
Багато тайських обрядів пов'язано з вірою в існування духів-охоронців та духів природи. Важливою є церемонія першої борозни, яка символізує початок польових робіт. Часто її виконують високі посадовці. Аграрний характер зберігає святкування Сонгкран — тайського Нового року. Під час його проведення люди обливають один одного водою. На свято Лойкратонг, яке відзначають восени, катаються на човнах, прикрашених зображеннями драконів.
З давніми культами пов'язане походження тайського театру тіней, а також традиційного театру, де актори виступають у масках. Популярними є місцеві версії індійського епосу «Рамаяна».
Тайці створили власні стилі в архітектурі, скульптурі, живопису, музиці й танцях.